# Pseudothyatira cymatophoroides
Pseudothyatira cymatophoroides là một loài bướm đêm thuộc họ Drepanidae và loài duy nhất thuộc chi Pseudothyatira. Nó được tìm thấy ở Newfoundland, British Columbia, miền bắc California, Maryland, Tây Virginia, Kansas và North Carolina.
Sải cánh dài 38–44 mm. Con trưởng thành bay từ tháng 6 đến tháng 9 tùy theo địa điểm.
Ấu trùng ăn Betula nigra, Betula populifolia và Prunus virginiaca.